# 이형준
이형준(1955년 11월 8일 ~ )은 대한민국의 배우이다.
1969년 연극배우 첫 데뷔하였고 8년 후 1977년 TBC 동양방송 20기 공채 탤런트로 정식 데뷔하였다.

## 연기 활동

### 드라마
- 1982년 KBS1 대하드라마 《풍운》
- 1983년 KBS2 월화드라마 《객주》
- 1986년 KBS2 수목드라마 《뜨거운 강》
- 1987년 KBS1 일일연속극 《세월》
- 1987년 KBS1 대하드라마 《이화》
- 1988년 KBS2 수목드라마 《황금의 탑》 ... 경대윤 역
- 1988년 KBS2 주말연속극 《은혜의 땅》
- 1989년 KBS1 특집극 《지포리에서 생긴 일》
- 1989년 KBS2 단막극 《KBS 드라마게임 - 옛날에 금잔디》
- 1989년 KBS2 단막극 《KBS 드라마게임 - 천사의 두얼굴》 ... 김동주 역
- 1990년 MBC 주말연속극 《배반의 장미》 ... 지현의 남동생 역
- 1991년 MBC 월화드라마 《겨울 이야기》
- 1992년 KBS2 수목드라마 《위기의 남자》
- 1992년 SBS 아침연속극 《겨울새》